# الجدل الدائر بين آمنت-توين حول التعويضات

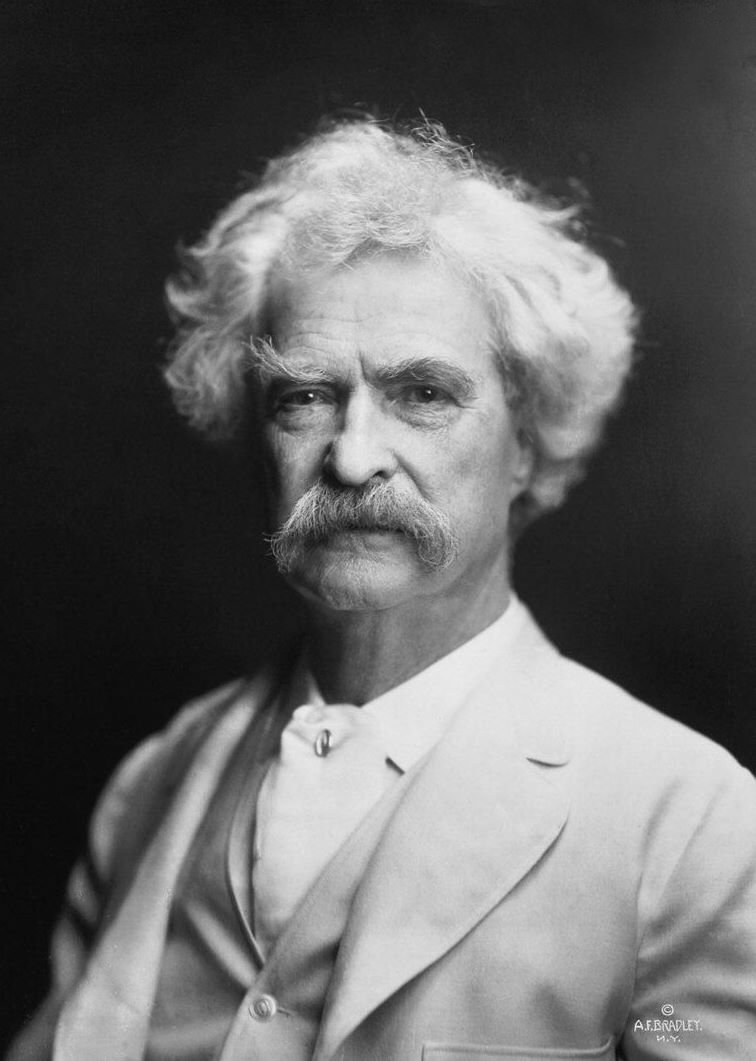
مارك توين في عام 1907 خلال فترة الجدل حول التعويضات مع آمنت

كان الجدل الدائر بين آمنت-توين حول التعويضات أحد أشهر القضايا في الولايات المتحدة عام 1901 نتيجة لردود الفعل المنشورة للكاتب والفكاهي الأمريكي مارك توين على تقارير القس وليام سكوت آمنت وغيره من المبشرين الذين جمعوا التعويضات من الشعب الصيني في أعقاب ثورة الملاكمين.

## أصل الجدل
وقعت هجمات في جميع أنحاء الصين في عام 1900 بالارتباط مع تمرد الملاكمين الذي استهدف المسيحيين والأجانب. قُتل العديد من المبشرين مع أطفالهم، بالإضافة للعديد من المسيحيين الأصليين بالإضافة لتدمير الكثير من الممتلكات. في حين تأثر معظم المبشرين بما في ذلك المبشرين من أكبر وكالات البعثات، رفضت بعثة الصين الداخلية بقيادة هدسون تايلور قبول التعويضات عن خسارة الممتلكات أو الأرواح «من أجل إظهار وداعة السيد المسيح للصينيين»، ولكن عندما طالبت الدول الحليفة بتعويض من الحكومة الصينية، لم يضبط جميع المبشرين نفسهم.
أصبح المبشر الأمريكي المخضرم في المجلس الأمريكي لمفوضي البعثات الأجنبية القس الدكتور وليام سكوت آمنت الذي خدم في الصين منذ عام 1877 موضع جدل في عام 1901 بسبب أنشطته (وأنشطة المبشرين المسيحيين الآخرين، بما في ذلك النائب الروماني الكاثوليكي الرسولي لمنطقة شيلي الشمالية بيير ماري ألفونس فافييه) بعد ثورة الملاكمين. «حدثت حرب كلامية في أعقاب الحرب إذ رد المبشرون على الاتهامات الساخرة لمارك توين الذي سخر من الاعتذار عن النهب الذي قدمه المبشر الأمريكي وليام سكوت آمنت».

### موقف آمنت والإجراءات المتخذة
بينما تمكن آمنت من خلال مبادرته الشخصية الخاصة من إنقاذ مبشرين (أيه بي سي إف إم) في تونغشو، كان ما يزال هناك خسائر كبيرة في الأرواح. قُتل ثلاثة عشر من المبشرين الكبار (أيه بي سي إف إم) بالإضافة لخمسة أطفال على أيدي الملاكمين. شملت السيدة ماري سوزان موريل (من مواليد 1863 في بورتلاند [مين]) والآنسة آني أليندر غولد، وكانت من بين 11 المبشرين الأجانب وأربعة أطفال، وحوالي خمسين من المسيحيين الصينيين الذين قتلوا في باودينغ من 30 يونيو 1900. بالإضافة إلى ذلك، لحقت الكثير من الأضرار بممتلكات (أيه بي سي إف إم). دُمر مجمع بعثة (أيه بي سي إف إم)، وكذلك مدرسة إميلي آمنت التذكارية (سميت بذلك تكريمًا لابنة آمنت) في شارع السادس في بكين. قدرت آمنت أنه بحلول نهاية يوليو 1900، بلغت الخسائر في محطة (أيه بي سي إف إم) بيكينغ نحو 71,000 دولار.